# Liste de gravure idols japonaises

Une gravure idol (グラビアアイドル, gurabia aidoru, « mannequin de charme »), est au Japon une femme qui pose pour des revues dans des tenues sexy (bikinis, sous-vêtements). Cependant leurs photographies restent toujours érotiques sans être pornographiques, et elles ne posent jamais nue. 
NB : les mannequins chaku-ero posent quant à elles dans des tenues et des postures encore plus érotiques mais sans jamais se déshabiller entièrement.
- Haut – A
- B
- C
- D
- E
- F
- G
- H
- I
- J
- K
- L
- M
- N
- O
- P
- Q
- R
- S
- T
- U
- V
- W
- X
- Y
- Z

## A
- Yuzuki Aikawa
- Sayaka Ando
- Rin Aoki - mannequin Bakunyū[1] chakuero ; est devenue par la suite une actrice de film pornographique.
- Yui Aragaki - devenue ensuite une actrice.
- Miki Ariyama
- Haruka Ayase - bakunyū[1]; devenue une actrice par la suite.
- Asuka Kishi
- Amaki Jun - ex idol

[Retour haut de page]

## B
[Retour haut de page]

## C
[Retour haut de page]

## D
- Leah Dizon - américaine de naissance.

[Retour haut de page]

## E
- Erika Sawajiri

[Retour haut de page]

## F
- Fuko (alias: Love ou Rabu) - mannequin bakunyū[1] chakuero. Devenue par la suite une actrice de films pornographiques.
- Aoi Fujinaga
- China Fukunaga

[Retour haut de page]

## H
- Shoko Hamada
- Miri Hanai - mannequin Chakuero.
- Ourei Harada
- Moeka Haruhi[2]
- Yui Hasumi
- Mizuho Hata
- Mizuki Horii - mannequin bakunyū[1].
- Saori Horii
- Aki Hoshino - bakunyū[1]

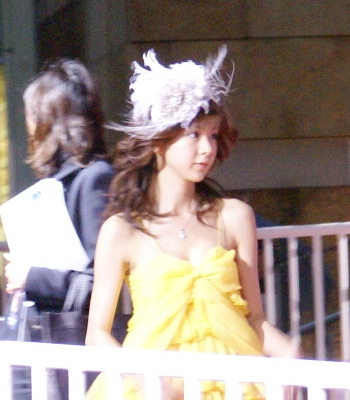
Aki Hoshino à l'âge de 30 ans

- Hikaru Aoyama (Ne pas confondre avec l'actrice pornographique du même nom)
- Hinata Shizaki

[Retour haut de page]

## I
- Yui Ichikawa - Devint actrice par la suite.
- Waka Inoue
- Saaya Irie (alias: Saaya)- bakunyū[1].
- Miku Ishida
- Meguru Ishii
- Sayaka Isoyama
- Miyabi Isshiki - mannequin Chakuero.

[Retour haut de page]

## J
- Junko Kaieda

[Retour haut de page]

## K
- Reon Kadena (alias: Minamo Kusano) - A, par la suite, posé nue.
- Megumi Kagurazaka
- Azumi Kawashima - A, par la suite, posé nue
- Saya Kazuki
- Aya Kiguchi
- Moe Kirimura
- Hitomi Kitamura - bakunyū[1].
- Emi Kobayashi
- Mao Kobayashi (Ne pas confondre avec l'actrice/présentatrice du même nom)
- Yumi Kobayashi (Yumi Uno)
- Eiko Koike
- Maya Koizumi
- Ayaka Komatsu
- Yuka Kosaka
- Serena Kozakura
- Asaka Kubo
- Nao Kudo
- Risa Kudo
- Yoko Kumada
- Nozomi Kurahashi - Mannequin posant dévêtue.
- Mirei Kuroda
- Chiaki Kyan

[Retour haut de page]

## L
- Leah Dizon
- Lyrian

[Retour haut de page]

## M
- Yoko Matsugane - bakunyū[1]
- Mai Nishida
- Aya Matsunaga
- Hatsune Matsushima
- Mami Matsuyama
- Megumi (née: Megumi Furuya et adopte par la suite le pseudonyme de Yamano)
- Mikuru
- Yoko Mitsuya
- Yuka Mizusawa - bakunyū[1]
- Mariko Mori
- Chisato Morishita
- Yuri Morishita
- Mika Tadokoro

[Retour haut de page]

## N
- Rina Nagasaki
- Shoko Nakagawa
- Kasumi Nakane
- Kasumi Nakamura
- Hanako Nanjô
- Jun Natsukawa
- Rio Natsume - bakunyū[1].
- Harumi Nemoto
- Rika Nishimura - Pose dévêtue.
- Chieko Noguchi

[Retour haut de page]

## O
- Yuko Ogura
- Mika Orihara
- Mariko Okubo
- Maiko Osawa
- Miwa Oshiro
- Sayuri Otomo
- Nana Ozaki (alias: Akiko Aimoto[3])

[Retour haut de page]

## S
- Natsume Sano
- Nozomi Sasaki[Laquelle ?]
- Erika Sawajiri
- Saki Seto
- Risa Shimamoto - bakunyū[1].
- Yukina Shirakawa
- Yuriko Shiratori
- Yoshiko Suenaga
- Yumi Sugimoto
- Fumika Suzuki
- Akane Suzuki

[Retour haut de page]

## T
- Satomi Takasugi
- Nozomi Takeuchi
- Nonami Takizawa
- Erika Toda - Devenue ultérieurement actrice.
- Ami Tokito
- Kana Tsugihara
- Hitomi Tanaka, devenue ultérieurement actrice de films pornographiques[4]

[Retour haut de page]

## U
- Ryo Uehara

[Retour haut de page]

## V
[Retour haut de page]

## W
[Retour haut de page]

## X
[Retour haut de page]

## Y
- Haruna Yabuki
- Charlotte Yabuki
- Erina Yamaguchi - bakunyū[1].
- Erika Yamakawa
- Azusa Yamamoto
- Saori Yamamoto
- Mami Yamasaki
- Minase Yashiro
- Yinling (née: Yínlíng Yán) -  Mannequin chakuero taïwanaise.
- Sarii Yoshizawa - Mannequin Chakuero.

[Retour haut de page]

## Z
- Haut – A
- B
- C
- D
- E
- F
- G
- H
- I
- J
- K
- L
- M
- N
- O
- P
- Q
- R
- S
- T
- U
- V
- W
- X
- Y
- Z

## XXesiècle
- Yuko Aoki - Années 1990 ;
- Fumie Hosokawa - Années 1990 ;
- Agnes Lum - Années 1970 ; Chinoise d'Hawaii.

- Haut – A
- B
- C
- D
- E
- F
- G
- H
- I
- J
- K
- L
- M
- N
- O
- P
- Q
- R
- S
- T
- U
- V
- W
- X
- Y
- Z